# Happy Sichikolo
Happy Sichikolo (ur. 22 listopada 1973 w Kabwe) – zambijski piłkarz grający na pozycji pomocnika. W swojej karierze rozegrał 5 meczów w reprezentacji Zambii.

## Kariera klubowa
W swojej karierze piłkarskiej Sichikolo grał w klubach Nchanga Rangers i Kabwe Warriors.

## Kariera reprezentacyjna
W reprezentacji Zambii Sichikolo zadebiutował 29 marca 1994 w zremisowanym 0:0 grupowym meczu Pucharu Narodów Afryki 1994 ze Sierra Leone, rozegranym w Susie. Na tym turnieju wystąpił jeszcze w dwóch meczach: grupowym z Wybrzeżem Kości Słoniowej (1:0) i ćwierćfinałowym z Senegalem (1:0). Z Zambią wywalczył wicemistrzostwo Afryki. W kadrze narodowej rozegrał 5 meczów, wszystkie w 1994.